# Maarkedal
Maarkedal (AFI: [maːrkədɑl]) es un municipio situado en la provincia de Flandes Oriental en Bélgica. El municipio comprende las localidades de Etikhove, Maarke-Kerkem, Nukerke y Schorisse, y parte de la aldea de Louise-Marie. El 1 de enero de 2019, Maarkedal tenía una población total de 6.343 habitantes. La superficie total es de 45,63 km² lo que da una densidad de población de 139 habitantes por km².

## Demografía

### Evolución
Todos los datos históricos relativos al actual municipio, el siguiente gráfico refleja su evolución demográfica, incluyendo municipios después de efectuada la fusión el 1 de enero de 1977.
| Gráfica de evolución demográfica de Maarkedal entre 1846 y 2019 |
|                                                                 |